# Креймер, Джек
Джон А. (Джек) Креймер (англ. John A. 'Jack' Kramer; 1 августа 1921, Лас-Вегас — 12 сентября 2009, Лос-Анджелес) — американский теннисист, спортивный предприниматель, комментатор и деятель профессионального тенниса.
- Девятикратный победитель Уимблдонского турнира и чемпионата США в одиночном и мужском парном разрядах.
- Двукратный обладатель Кубка Дэвиса со сборной США
- Организатор и первый исполнительный директор Ассоциации теннисистов-профессионалов (АТР)
- Член Международного зала теннисной славы с 1968 года

## Биография
Джек Креймер родился в Лас-Вегасе и вырос в окрестностях Лос-Анджелеса. В детстве Джек увлекался пляжным футболом, но после нескольких травм отец посоветовал ему перейти на теннис.
В последние годы войны, уже после выигрыша нескольких чемпионатов США в парном разряде, Креймер служил на десантном корабле береговой обороны в Тихом океане.
Начиная с 1950-х годов, помимо организации теннисных турне, Креймер также делал деньги на конном спорте, выписывая лошадей из Австралии, и на гольфе, являясь хозяином нескольких гольф-клубов. Частью его бизнеса также была реклама теннисного оборудования: он получал 2,5 процента от продаж модели ракеток фирмы Wilson Sporting Goods, носящей его имя и, по его собственным словам, зарабатывал больше, чем президент компании.
От жены Глории у Джека Креймера было пятеро сыновей. Он умер в сентябре 2009 года в Лос-Анджелесе от диагностированной у него двумя месяцами раньше саркомы мягких тканей, пережив Глорию на год.

## Спортивная карьера
В 15 лет Джек Креймер стал чемпионом США среди юношей. В 1939 году, ещё не окончив школу, он был приглашён в сборную США на финальный матч Кубка Дэвиса против команды Австралии, но в игре мужских пар уступил, а американцы проиграли матч со счётом 2:3. Креймер оставался самым молодым участником финального матча Кубка Дэвиса в истории до 1968 года, когда австралиец Джон Александер принял участие в финальной игре в 17 лет.
В 1940 и 1941 годах Креймер дважды подряд выигрывал чемпионат США в мужском парном разряде с Тедом Шрёдером. В 1943 году он добился этого успеха в третий раз и после этого ушёл на военную службу, вернувшись на корт по окончании войны. В 1946 году они с Шрёдером разгромили сборную Австралии в финальном матче Кубка Дэвиса на её кортах со счётом 5:0, взяв реванш за предвоенное поражение. В этом году Креймер также стал чемпионом США в одиночном разряде и победителем Уимблдонского турнира в мужских парах. В одиночном разряде на Уимблдоне он проиграл Ярославу Дробному, как предполагается, из-за боли в стёртой правой ладони (что он сам отрицал). После этих успехов экс-чемпион США и Уимблдона Бобби Риггс предложил ему присоединиться к профессиональному турне, но Креймер отложил переход в профессионалы ещё на год в надежде ещё раз стать чемпионом США. За следующий год он выиграл Уимблдон как в одиночном, так и в парном разряде, завоевал второй титул чемпиона США в одиночном и четвёртый — в парном разряде и второй год подряд выиграл со сборной Кубок Дэвиса. Примечательным выдался его финальный матч на чемпионате США против Фрэнка Паркера: Креймер проиграл первые два сета, что поставило под угрозу его контракт с Риггсом, но в следующих трёх сетах отдал Паркеру всего четыре гейма, победив 4-6, 2-6, 6-1, 6-0, 6-3. Напротив, Уимблдон он выиграл, отдав соперникам только 37 геймов за семь матчей.
Первый матч Креймера против Риггса в рамках профессионального турне проходил 27 декабря 1947 года в «Медисон-сквер-гардене» и собрал, несмотря на пургу, из-за которой замерла жизнь в Нью-Йорке, более 15 тысяч зрителей. В этом матче Риггс одержал победу, но Креймер уверенно выиграл по итогам всего турне со счётом 69:20, получив 85 тысяч долларов. По окончании турне Риггс отошёл от активной игры и стал промоутером турне, а Креймер продолжал расправляться с новыми претендентами на мировую профессиональную корону. Первой его жертвой стал Панчо Гонсалес, которого Креймер победил с общим счётом 96:27, выиграв первую половину турне практически всухую, хотя ближе к концу их силы почти уравнялись. За это турне Креймер получил 72 тысячи долларов.
В турне против Панчо Сегуры Креймер выиграл 64 из 92 матчей, а в своём последнем турне, которое проводил уже не только как действующий чемпион, но и как промоутер, победил Фрэнка Седжмена с общим счётом 54:41. После этого ему пришлось прекратить активные выступления из-за болей в спине, вызванных артритом.

### Стиль игры
Обладая мощной подачей и столь же мощным форхендом, Джек Креймер был одним из ведущих мастеров стиля serve-and-volley. Он бросался к сетке сразу после подачи и часто даже переходил в атаку сразу после приёма подачи соперника, если ему удавалось отбить мяч открытой ракеткой.

### Участие в финалах турниров Большого шлема (10)

#### Одиночный разряд (3+1)
| Результат | Год  | Турнир              | Соперник в финале | Счёт в финале           |
| --------- | ---- | ------------------- | ----------------- | ----------------------- |
| Поражение | 1943 | Чемпионат США       | Джо Хант          | 3-6, 6-8, 8-10, 0-6     |
| Победа    | 1946 | Чемпионат США       | Том Браун         | 9-7, 6-3, 6-0           |
| Победа    | 1947 | Уимблдонский турнир | Том Браун         | 6-1, 6-3, 6-2           |
| Победа    | 1947 | Чемпионат США (2)   | Фрэнк Паркер      | 4-6, 2-6, 6-1, 6-0, 6-3 |

#### Мужской парный разряд (6+0)
| Результат | Год  | Турнир                  | Партнёр         | Соперники в финале           | Счёт в финале |
| --------- | ---- | ----------------------- | --------------- | ---------------------------- | ------------- |
| Победа    | 1940 | Чемпионат США           | Тедд Шрёдер     | Гарднар Маллой Генри Прусофф | 6-4, 8-6, 9-7 |
| Победа    | 1941 | Чемпионат США (2)       | Тедд Шрёдер     | Гарднар Маллой Тедд Сабин    | 9-7, 6-4, 6-2 |
| Победа    | 1943 | Чемпионат США (3)       | Фрэнк Паркер    | Билл Талберт Дэвид Фримен    | 6-2, 6-4, 6-4 |
| Победа    | 1946 | Уимблдонский турнир     | Том Браун       | Джефф Браун Деннис Пейлз     | 6-4, 6-4, 6-2 |
| Победа    | 1947 | Уимблдонский турнир (2) | Боб Фалькенбург | Тони Моттрам Билл Сидуэлл    | 8-6, 6-3, 6-3 |
| Победа    | 1947 | Чемпионат США (4)       | Тедд Шрёдер     | Билл Сидуэлл Билл Талберт    | 6-4, 7-5, 6-3 |

## Участие в финальных матчах Кубка Дэвиса (3)

### Победы (2)
| Год  | Место    | Команда                              | Соперник в финале                        | Счёт |
| 1946 | Мельбурн | США Д. Креймер, Г. Маллой, Т. Шрёдер | Австралия Д. Бромвич, А. Квист, Д. Пейлз | 5-0  |
| 1947 | Нью-Йорк | США Д. Креймер, Т. Шрёдер            | Австралия Д. Бромвич, К. Лонг, Д. Пейлз  | 4-1  |

### Поражение (1)
| Год  | Место                   | Команда                                      | Соперник в финале              | Счёт |
| 1939 | Хаверфорд, Пенсильвания | США Д. Креймер, Ф. Паркер, Б. Риггс, Д. Хант | Австралия Д. Бромвич, А. Квист | 2-3  |

## Дальнейшая карьера
Креймер продолжал организовывать профессиональные теннисные турне после того, как сам прекратил играть. Он вернул в турне Панчо Гонсалеса, проигравшего ему в 1950 году, и тот, так же, как и Креймер до него, продолжал несколько лет обыгрывать претендентов из числа бывших лидеров любительского тенниса. Среди теннисистов, по его предложению перешедших в профессионалы, были Седжмен, Кен Розуолл, Лью Хоуд, Эшли Купер и Малькольм Андерсон. Он также был тренером сборной США в Кубке Дэвиса и работал как спортивный комментатор на различных теле- и радиоканалах. Он вёл передачи с Уимблдонского турнира на Би-би-си и с чемпионата США для всех американских вещательных сетей. В 60-е годы он открыл в Калифорнии постоянный теннисный клуб, основным тренером в котором был бывший участник его турне Вик Брейден, а среди воспитанников значилась будущая первая ракетка мира среди женщин Трэйси Остин.
Креймер постоянно добивался уравнения в правах профессионалов и любителей на ведущих теннисных турнирах. Его успехи в привлечении ведущих теннисистов-любителей в профессиональные турне по сути дела заставили организаторов любительских турниров отрыть их для профессионалов, положив начало Открытой эре в истории тенниса. В конце 1960-х он стоял у истоков профессионального тура Гран-При, в настоящее время известного как АТР-тур, а в 1973 году стал первым исполнительным директором Ассоциации теннисистов-профессионалов (АТР). Впоследствии он также входил в Международный совет по профессиональному мужскому теннису. 
В 1973 году Федерация тенниса Югославии, а за ней Международная федерация тенниса дисквалифицировали профессионала Николу Пилича на год за отказ выступать за сборную СФРЮ в Кубке Дэвиса. Период дисквалификации включал время проведения Уимблдонского турнира, и, когда организаторы Уимблдона отказали Пиличу в участии, Креймер возглавил бойкот турнира ведущими профессионалами. В итоге состав участников Уимблдонского турнира оказался слабым, а Креймер потерял работу на Би-би-си. Его сотрудничество с вещательной компанией Эй-би-си было прекращено в том же году по требованию Билли-Джин Кинг накануне «Битвы полов» против Бобби Риггса. Креймер был известен своим пренебрежительным отношением к женскому теннису, и Кинг предъявила хозяину компании ультиматум: или Креймера отстраняют от комментирования матча, или она отказывается от участия. Впоследствии, однако, Креймер возобновил сотрудничество с Эй-би-си и продолжал его до 2002 года.

## Признание заслуг
В 1968 году имя Джека Креймера было включено в списки Национального зала теннисной славы США (позже — Международный зал теннисной славы). На следующий год голосованием журналистов он был признан пятым среди лучших теннисистов всех времён и народов. С 1979 по 1983 год его имя носил профессиональный теннисный турнир в Лос-Анджелесе.